# Galería Freijo
Galería Freijo es una galería de arte moderno y contemporáneo española creada en Madrid en el año 2010  por su fundadora y directora la coleccionista  española  Angustias Freijo. La  galería está ubicada en la calle Zurbano 46 de Madrid y se compone de dos espacios diferenciados, el espacio principal y el segundo espacio LZ46 creado en el año 2019.

## Trayectoria
En la galería, su directora programa  una labor de recuperación de artistas así como de promoción de nuevos valores. La  galería participa en ferias internacionales como Arco  Madrid, Zona Maco de México,  Pinta Miami, Art París.
Además, en la segunda planta, la  galería alberga una amplia biblioteca que constituye un centro de investigación y documentación abierto al público. 
En el año 2023, su programa ha estado dedicado totalmente a mujeres artistas, iniciando dicha programación con una exposición en la galería de Madrid comisariada por la directora de la galería Angustias Freijo y Violeta Janeiro, Inspirada en la experiencia de Leonora Carrington en España, recogida en su libro "Memorias desde abajo." La exposición tiene el título ¿Como comenzar?. Una selección de esta exposición de cinco artistas españolas de una misma generación, ha sido presentada en la Feria Internacional de Arte Contemporáneo de Madrid ARCO. Estas cinco artistas españolas son Elena Asins, Concha Jereʐ, Maribel Domenech, Ängela García Codoñer. y Marisa González cuya obra presentada en ARCO ha sido adquirida por del Museo Nacional Centro de Arte Reina Sofía para incorporarla a su colección.

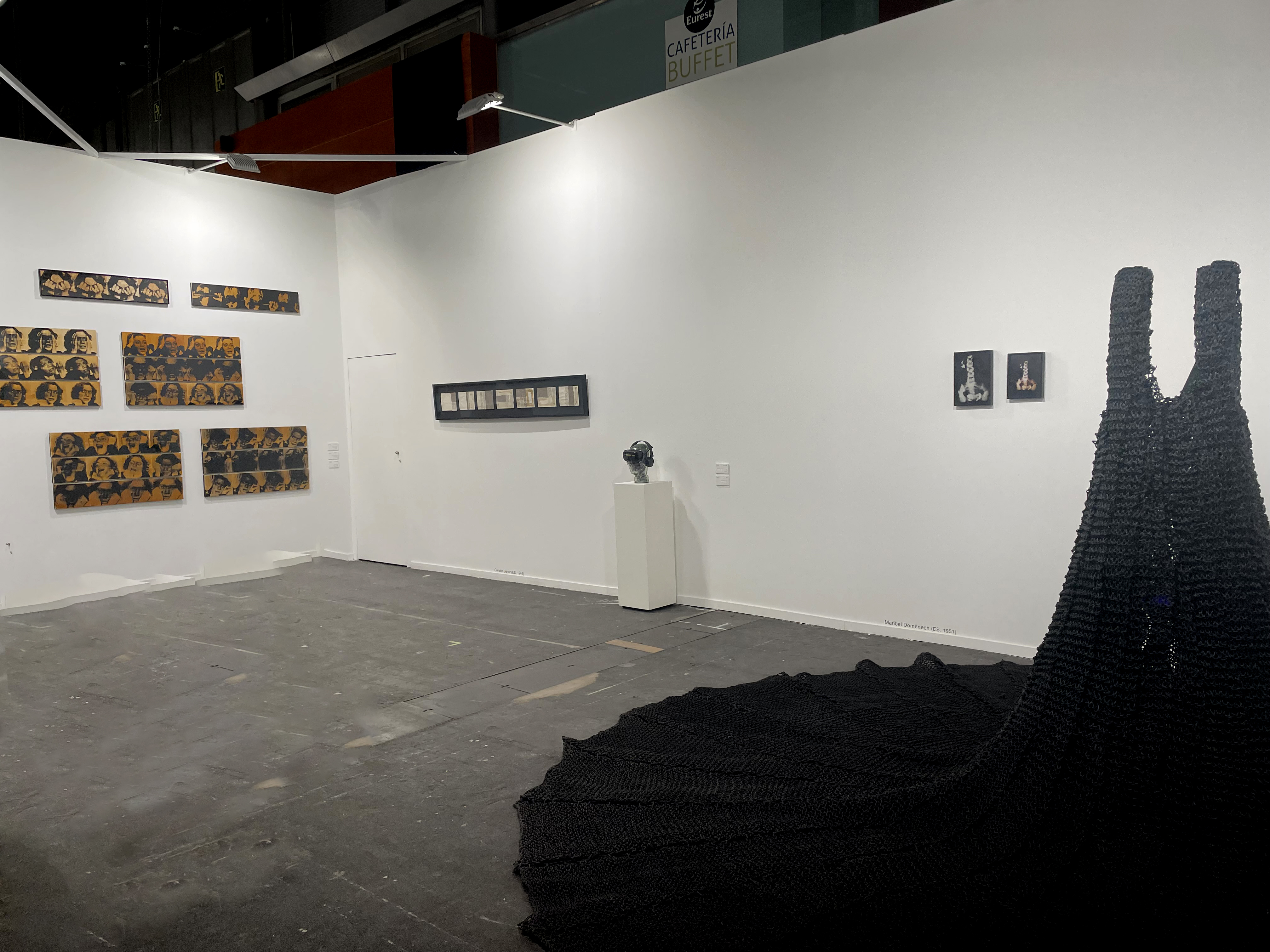
Galería Freijo en ARCO 2023, con obras de Elena Asins, Maribel Domenech, Concha Jerez y Marisa González

## LZ46
Un segundo espacio ocupando la segunda planta de la galeria, está dedicado a  proyectos específicos de artistas. Su programación está dirigida por el artista y gestor Ramón Mateos. Entre las exposiciones del año 2023 figura la realizada por  el artista colombiano Carlos Blanco en enero de 2023

## Artistas
Los artistas representados en esta galería proceden de diferentes países, principalmente de países de Latinoamérica y España como Juan Cuenca, Concha Jerez, Águeda de la Pisa, Raquel Manchado,  Maribel Domenech, Pilar Lara, José Iges, Elena Asins, Felipe Ehrenberg, Gina Arizpe, Marcelo Brodsky, Darío Villalba, Teresa Serrano, Rocío Garriga, Raquel Manchado,  Ángela Bonadies, Los Torreznos, Joaquin Mouliaa, Ángela García Codoñer,  Bartolomé  Ferrando, entre otros.